# Širiana (jezična porodica)
██ yanomamö [guu]
██ ninam [shb]
██ yanomámi [wca]
██ sanumá [xsu]
██ yaroamë [yro]
Chirianan (Yanomami) je porodica indijanskih jezika i plemena nastanjenih u graničnom području Venezuele i Brazila, napose uz rijeke Paragua, Ventuari, Padamo, Ocamo, Mavaca i Orinoco u Venezueli, i Uraricuera, Catrimani, Dimini i Araca u Brazilu. Ova plemena kolektivo su često nazivani kao Yanomami. Brojno stanje Chirianan populacije iznosi oko 12,000 u preko 200 sela. Postoje četiri glavne grane, od koji se svaka sastoji od niza lokalnih skupina, to su:
- Waiká (Uaiká, Uaicá, Aicá); Guadema, Karime (Shauari), Paucosa, Pusuraku, Paraitirí (Paquiri).
- Sanuma, plemena i jezici: Sanemá (Haratari, Guaharibo), Pubmatari (Uárema), Nabudib, Chantari.
- Shirianá (Xirianá, Chiriana, Shirishana, Quirishana, Casapare, Yanam, Ninam). Plemena i jezici: Paramitaria, Aikomterí, Aiwaterí, Ocomatairi.
- Samatari. Plemena i jezici: Samatari (Shamatairo), Paravori, Pakidái, Surára, Yauari, Araraibo, Yawani, Uaca[1]

Porodicu Chirianan Koch-Grünberg (1913, 1923), Mason (1950), McQuown (1955) i Loukotka (1968), smatraju samostalnom, dok je Greenberg (1960), Wilbert (1963) i Voegelin & Voegelin (1977) priključuju Velikoj porodici Macro-Chibchan.

## Jezici
Postoje 4 jezika: ninam [shb] (Brazil); sanumá [xsu] (Venezuela); yanomámi [wca] (Brazil); yanomamö [guu] (Venezuela).
Porodica Waican 
Zirizan
Centralni Waicá
Arakayteri
Guaicá
Waicá
Waicá vlastiti
Parahuri
Mayupteri
Shiteuteri
Tyhynapteri
Maita
Maracana (chirianan)
Wytehayteri
Parimiteri
Marashiteri
Rokoteri
Aykamteri
Shirianá
Parawateri
Južni Waicá
Tocoshina
Shirishiana
Shidishiana
Samatari
Mitiwari
Guaharibo
Kadimani
Yanomani
Pusaracau
Carime

## Vanjske poveznice
- Ethnologue (14th)
- Ethnologue (15th)

Ethnologue (16th)
- Una introducción a la Venezuela prehispánica: culturas de las naciones
- Yanomami  Arhivirana inačica izvorne stranice od 6. veljače 2012. (Wayback Machine)
- Tree for Yamomam[neaktivna poveznica]